# فوی دریپر
فوی دریپر (انگلیسی: Foy Draper؛ ۲۶ نوامبر ۱۹۱۱ – ۱ فوریه ۱۹۴۳) دونده اهل ایالات متحده آمریکا بود.
وی در مسابقات کشوری و بین‌المللی در مجموع برندهٔ ۱ مدال طلا شده‌است.